# Nicolas Bancel
Pour les articles homonymes, voir Bancel.
Nicolas Bancel, né le 29 décembre 1965, est un historien français, spécialiste de l'histoire coloniale et postcoloniale française, de l'histoire du sport et des mouvements de jeunesse. Il s'est plusieurs fois politiquement exprimé en faveur de la gauche et de la gauche radicale.

## Biographie

### Origines
Nicolas Bancel est le fils du sculpteur Louis Bancel. 

### Diplôme universitaire
En 1998, il soutient sa thèse de doctorat d'histoire intitulée : « Entre acculturation et révolution. Les mouvements de jeunesse et les sports dans l’évolution politique et institutionnelle en AOF (1945-1960) », sous la direction Catherine Coquery-Vidrovitch et de Christian Pociello. Il poursuit ces travaux dans le cadre de son habilitation à diriger des recherches (HDR) soutenue en 2003 : « L’image, le corps. Sur l’usage en histoire de quelques formations non discursives ».

### Carrière académique
Il devient en 1998 maître de conférences à l'université Paris-Sud 11 (1999-2005). 
Après avoir soutenu son HDR, il devient, en 2005, professeur à l'université de Strasbourg où il dirige pendant une année l'équipe de recherche en sciences sociales. Depuis 2006, il est détaché au sein de l'université de Lausanne où il enseigne, mène ses recherches et dirige de nombreuses thèses de doctorat (souvent dans le cadre de cotutelles internationales).

### Domaines d'intervention
Spécialiste de l'histoire coloniale et postcoloniale française, de l'histoire du sport et des mouvements de jeunesse, il enseigne entre autres les sciences historiques, l'anthropologie historique des représentations du corps, l'histoire des activités physiques et sportives en Suisse, en France et plus largement en Europe. Il est également vice-président du Groupe de recherche Achac .
Auteur et coauteur d'une vingtaine d'ouvrages, organisateur de nombreuses expositions, colloques et actions pédagogiques, il propose d’interroger le passé colonial pour mieux appréhender les enjeux contemporains. Spécialiste de l’iconographie, s’intéressant de près à la formation de l'idéologie politique de la colonisation et à la structuration de stéréotypes coloniaux, il fait usage tant de l’histoire politique et des mentalités que de l’histoire sociale et culturelle. 
Tout en poursuivant ses travaux, il participe à Lausanne, depuis plusieurs années maintenant, au renforcement d’une histoire suisse des pratiques d’exercice corporel, basée sur des recherches avant tout empiriques. Il a ainsi collaboré (avec Fabien Ohl et Thomas David notamment) à l’ouvrage récent : Le Football en Suisse : enjeux sociaux et symboliques d'un spectacle universel et participé à l’organisation de colloques et journées d’étude, autour de Georges Vigarello ou Jacques Defrance, rassemblant des chercheurs de différents horizons. Il publie en 2016 un ouvrage avec Philippe Vonnard et Grégory Quin, Building Europe with the Ball. Turning points in the Europeanization of Football (1905-1995) (Peter Lang, 2016).

### Engagements politiques
Historien marqué de la gauche radicale,, Nicolas Bancel fait partie des 150 intellectuels ayant appelé à voter pour Ségolène Royal en 2007. Il s'est également engagé en faveur du droit de vote des étrangers aux élections municipales en 2012.

## Travaux, publications et réceptions critiques
Nicolas Bancel dirige ou a dirigé plusieurs programmes de recherche internationaux, dont L’Appel à l’Afrique, Zoos humains, L’Autre et Nous, Image et colonies, qui explorent les généalogies des archétypes coloniaux. Il a dirigé de nombreux ouvrages dans cette perspective : Images et Colonies (Sodis, 1993), L’Autre et nous (Syros, 1997), Images d’Empire (La documentation française/De la Martinière, 1997) ou encore Zoos humains (La Découverte, 2002, poche 2006. Traductions en italien et en anglais). 
L'historien de l'anthropologie Claude Blanckaert, directeur de recherche au CNRS, qui a consacré une longue note critique à l'ouvrage collectif Zoos humains XIXe et XXe siècles. De la Vénus hottentote aux reality shows, publié par Nicolas Bancel et les animateurs de l'ACHAC, a conclu que « la valeur scientifique du livre est voisine de zéro et que l'opération "zoos humains" se réduit à l'ouverture d'un marché éditorial et plus généralement médiatico-culturel ». 
Pour Claude Blanckaert, « dans sa forme, et parfois dans son fond, le livre Zoos humains n'échappe pas à l'hyperbole commerciale et au sensationnalisme des spectacles qu'il dénonce. »,.
À la suite de ces travaux, Nicolas Bancel s’est intéressé aux prolongements contemporains (postcoloniaux) de la situation coloniale. Tout en soulignant les dangers d’une vision systématique inférant des prolongements terme à terme, il met au jour de nombreuses filiations entre situations coloniales et contemporaines, dans le domaine tant de l’imaginaire politique, des représentations de l’Autre et de l’Ailleurs ou des héritages institutionnels. Dans ce cadre, il a publié en particulier De l’indigène à l’immigré (Gallimard, 1999, 2007), La fracture coloniale (La Découverte 2005, poche 2006), Culture postcoloniale (Autrement, 2007), Culture coloniale en France (Ed. du CNRS, 2009) ou encore Ruptures postcoloniales (La Découverte, 2010).
Par ailleurs, il poursuit son travail sur le processus menant aux indépendances en Afrique de l’Ouest, en montrant leur caractère profondément ambivalent, caractérisé par une « libération » politique s’adossant à de multiples dépendances postcoloniales. Dans ce cadre, les activités culturelles – dont les sports et les mouvements de jeunesse – apparaissent comme le lieu encore incomplètement pensé d’une acculturation (en particulier des élites), qui éclaire les impasses des situations postcoloniales en Afrique. C’est dans ce cadre qu’il a codirigé un programme de recherche intitulé Pédagogies de l’aventure, modèles éducatifs et idéologie de la conquête du monde, sanctionné par l’ouvrage De l’Indochine à l’Algérie (La Découverte, 2003).
L’ouvrage La Fracture coloniale. La société française au prisme des héritages coloniaux (2005) co-écrit avec Pascal Blanchard et Sandrine Lemaire est celui qui a été le plus commenté notamment en raison des débats portant sur la loi du 23 février 2005 sur la reconnaissance dans les programmes scolaires du « rôle positif de la présence française en outre-mer ». 

Dans cet ouvrage, on retrouve également le penseur camerounais Achille Mbembe qui reprend donc cette idée de fracture coloniale : une fracture mémorielle et historique due à l’exclusion de l’histoire coloniale de l’espace national. Dans son chapitre : L’impensé de la race,  il va au-delà et remet également en cause l’universalisme prôné par « le modèle de la République française qui est ambigu »[source insuffisante]. C'est un modèle qui nie l'altérité d'autrui. 
Pour l'homme politique martiniquais Michel Renard, marqué à droite, les thèses de la « fracture coloniale » et de la « postcolonialité » qui expliqueraient le vécu et le langage de secteurs de la population française stigmatisés, ethnicisés, déréalisés, etc., ne s'appuient sur aucun travail historique. Il soutient que les auteurs utilisent « une image militante du passé colonial qui altère gravement la réalité historique de la colonialité. En la schématisant à l'extrême. ». 

Pour Jean-Pierre Chrétien, « la thèse nous paraît réductrice à plus d’un titre », mais « la question est importante et mérite d'être discutée ». 

Selon l'anthropologue Jean Copans, l'ouvrage est d'une lecture « bénéfique » mais fait « l’impasse sur les dynamiques sociales et les configurations économiques et politiques de l’évolution postcoloniale de la société française ». 

Enfin, pour Daniel Lefeuvre, les auteurs de La Fracture coloniale abandonnent la méthode critique contre « l'instrumentalisation de l'histoire, confondant le champ de l'analyse et celui du jugement de valeur, brandissant un anachronique devoir de mémoire fondé sur nos vues contemporaines au risque de ne rien comprendre à la culture politique des hommes du XIXe siècle ». 

L'historienne Catherine Coquery-Vidrovitch relève quant à elle les débats suscités par le livre : « l'accueil brutal parfois réservé par les spécialistes au présent ouvrage confirme un choc frontal entre « visions idéologiques obstinées et concurrentes » de la colonisation, des traites négrières ou des guerres coloniales (...) c'est un phénomène nouveau, né d'un amalgame de mémoires travaillées par des affrontements politiques qui refusent de reconnaître la complexité inhérente aux processus historiques ».

## Principales publications
- Images et Colonies, Iconographie et propagande coloniale sur l’Afrique française de 1880 à 1960, avec Pascal Blanchard et Laurent Gervereau, La Découverte, 1993.
- L’Autre et Nous, « Scènes et Types », avec Pascal Blanchard, Gilles Boëtsch, Syros, 1995.
- Images d'Empire : 1930-1960. Trente ans d'images officielles en Afrique française, avec Pascal Blanchard et Francis Delabarre, La Documentation Française, 1997.
- De l'indigène à l'immigré, avec Pascal Blanchard, Gallimard, coll. « Découvertes Gallimard / Histoire » (no 345), 1998[19].
- Du guerrier à l'athlète : éléments d'histoire des pratiques corporelles, avec Jean-Marc Gayman, PUF, 2002.
- Zoos humains : XIXe et XXe siècles, éditions La Découverte, 2002.
- De l'Indochine à l'Algérie : la jeunesse en mouvements des deux côtés du miroir colonial, 1940-1962, avec Daniel Denis et Youssef Fates, éditions La Découverte, 2003.
- La République coloniale : essai sur une utopie, avec Pascal Blanchard et Françoise Vergès, Albin Michel, 2003.
- Zoos humains : aux temps des exhibitions humaines, avec Pascal Blanchard, Gilles Boëtsch, Eric Deroo et Sandrine Lemaire, éditions La Découverte, 2004[20].
- La fracture coloniale : la société française au prisme de l'héritage colonial, éditions La Découverte, 2005[21].
- La République coloniale, éditions Hachette, collection Hachette Pluriel, 2006
- Lyon capitale des outre-mers 1872-2007 - Immigration des suds et culture coloniale, éditions La Découverte, 2007[22].
- La colonisation française, avec Pascal Blanchard et Françoise Vergès, Milan, 2007.
- Culture post-coloniale, 1961-2006 : traces et mémoires coloniales en France, avec Pascal Blanchard, éditions Autrement, 2008.
- Frontière d'empire du Nord à l'Est, avec Pascal Blanchard, éditions Autrement, 2008.
- Human Zoos. Science and Spectacle in the Age of Empire, avec Pascal Blanchard, Gilles Boëtsch, Eric Deroo et Sandrine Lemaire, Liverpool University Press/Stony Brook New York University Press, 2009.
- Le football en Suisse. Enjeux sociaux et symboliques d’un spectacle universel, avec Thomas David, Fabien Ohl, éditions CIES, 2009.
- Ruptures postcoloniales, avec Florence Bernault, Pascal Blanchard, Ahmed Boubeker, Achille Mbembe et Françoise Vergès, éditions La Découverte, 2010.
- "MenschenZoos - Schaufenster der Unmenschlichkeit" avec Pascal Blanchard, Gilles Boëtsch, Eric Deroo et Sandrine Lemaire, « Les Éditions du Crieur Public »(Archive.org • Wikiwix • Archive.is • Google • Que faire ?), Hambourg, 2012.
- La France noire, (avec Pascal Blanchard, Sylvie Chalaye, Eric Deroo, Dominic Thomas, Mahamet Timera, Alain Mabanckou, éditions La Découverte, 2011.
- La France arabo-orientale, (avec Pascal Blanchard, Naïma Yahi, Yvan Gastaut), Paris, éditions La Découverte, 2013.
- L'invention de la race, (avec Dominic Thomas et Thomas David) éditions La Découverte, 2014.
- Le Grand Repli, (avec Pascal Blanchard et Ahmed Boubeker), éditions La Découverte, 2015.
- Vers la guerre des identités ?, (avec Pascal Blanchard et Dominic Thomas), éditions La Découverte, 2016.
- Building Europe with the ball. Turning points in the Europeanization of Football, 1905-1995 (avec Grégory Quin et Philippe Vonnard), éditions Peter Lang UK, 2016.
- La forge corporelle du politique (avec Thomas Riot), Politique africaine, n° 147, octobre 2017.
- Sexe, race & colonies. La domination des corps du XVe siècle à nos jours (avec Gilles Boëtsch, Pascal Blanchard (historien), Christelle Taraud, Dominic Thomas), La Découverte, 2018.
- Sexualités, identités & corps colonisés (avec Gilles Boëtsch, Pascal Blanchard, Sylvie Chalaye, Fanny Robles, T. Denean Sharpley-Whiting, Jean-François Staszak, Christelle Taraud, Dominic Thomas et Naïma Yahi), CNRS Éditions, 2019.
- Le postcolonialsme, PUF, 2019.
- Décolonisations ? Élites, jeunesse et pouvoir en Afrique occidentale française (1945-1960), éditions de la Sorbonne, 2022.